# Grand Prix Belgie 2022
Grand Prix Belgie 2022 (oficiálně Formula 1 Rolex Belgian Grand Prix 2022) se jela na okruhu Circuit de Spa-Francorchamps v Belgii dne 28. srpna 2022. Závod byl čtrnáctým v pořadí v sezóně 2022 šampionátu Formule 1.

## Kvalifikace
| Poř.                       | No. | Jezdec           | Konstruktér           | Časy v kvalifikaci | Časy v kvalifikaci | Časy v kvalifikaci | Pořadí na startu |
| Poř.                       | No. | Jezdec           | Konstruktér           | Q1                 | Q2                 | Q3                 | Pořadí na startu |
| -------------------------- | --- | ---------------- | --------------------- | ------------------ | ------------------ | ------------------ | ---------------- |
| 1                          | 1   | Max Verstappen   | Red Bull Racing-RBPT  | 1:44.581           | 1:44.723           | 1:43.665           | 141              |
| 2                          | 55  | Carlos Sainz Jr. | Ferrari               | 1:45.050           | 1:45.418           | 1:44.297           | 1                |
| 3                          | 11  | Sergio Pérez     | Red Bull Racing-RBPT  | 1:45.377           | 1:44.794           | 1:44.462           | 2                |
| 4                          | 16  | Charles Leclerc  | Ferrari               | 1:45.572           | 1:44.551           | 1:44.553           | 152              |
| 5                          | 31  | Esteban Ocon     | Alpine-Renault        | 1:46.039           | 1:45.475           | 1:45.180           | 163              |
| 6                          | 14  | Fernando Alonso  | Alpine-Renault        | 1:46.075           | 1:45.552           | 1:45.368           | 3                |
| 7                          | 44  | Lewis Hamilton   | Mercedes              | 1:45.736           | 1:45.420           | 1:45.503           | 4                |
| 8                          | 63  | George Russell   | Mercedes              | 1:45.650           | 1:45.461           | 1:45.776           | 5                |
| 9                          | 23  | Alexander Albon  | Williams-Mercedes     | 1:45.672           | 1:45.675           | 1:45.837           | 6                |
| 10                         | 4   | Lando Norris     | McLaren-Mercedes      | 1:45.745           | 1:45.603           | 1:46.178           | 174              |
| 11                         | 3   | Daniel Ricciardo | McLaren-Mercedes      | 1:46.212           | 1:45.767           |                    | 7                |
| 12                         | 10  | Pierre Gasly     | AlphaTauri-RBPT       | 1:46.183           | 1:45.827           |                    | 8                |
| 13                         | 24  | Čou Kuan-jü      | Alfa Romeo-Ferrari    | 1:46.178           | 1:46.085           |                    | 185              |
| 14                         | 18  | Lance Stroll     | Aston Martin-Mercedes | 1:46.256           | 1:46.611           |                    | 9                |
| 15                         | 47  | Mick Schumacher  | Haas-Ferrari          | 1:46.342           | 1:47.718           |                    | 196              |
| 16                         | 5   | Sebastian Vettel | Aston Martin-Mercedes | 1:46.344           |                    |                    | 10               |
| 17                         | 6   | Nicholas Latifi  | Williams-Mercedes     | 1:46.401           |                    |                    | 11               |
| 18                         | 20  | Kevin Magnussen  | Haas-Ferrari          | 1:46.557           |                    |                    | 12               |
| 19                         | 22  | Júki Cunoda      | AlphaTauri-RBPT       | 1:46.692           |                    |                    | PL7              |
| 20                         | 77  | Valtteri Bottas  | Alfa Romeo-Ferrari    | 1:47.866           |                    |                    | 138              |
| 107% času vítěze: 1:51.901 |     |                  |                       |                    |                    |                    |                  |
| Zdroj:                     |     |                  |                       |                    |                    |                    |                  |

## Závod
| Poř.                                                                            | No. | Jezdec           | Konstruktér           | Počet kol | Čas/Odstoupení | Pořadí na startu | Body |
| ------------------------------------------------------------------------------- | --- | ---------------- | --------------------- | --------- | -------------- | ---------------- | ---- |
| 1                                                                               | 1   | Max Verstappen   | Red Bull Racing-RBPT  | 44        | 1:25:52.894    | 14               | 261  |
| 2                                                                               | 11  | Sergio Pérez     | Red Bull Racing-RBPT  | 44        | +17.841        | 2                | 18   |
| 3                                                                               | 55  | Carlos Sainz Jr. | Ferrari               | 44        | +26.886        | 1                | 15   |
| 4                                                                               | 63  | George Russell   | Mercedes              | 44        | +29.140        | 5                | 12   |
| 5                                                                               | 14  | Fernando Alonso  | Alpine-Renault        | 44        | +1:13.256      | 3                | 10   |
| 6                                                                               | 16  | Charles Leclerc  | Ferrari               | 44        | +1:14.9362     | 15               | 8    |
| 7                                                                               | 31  | Esteban Ocon     | Alpine-Renault        | 44        | +1:15.640      | 16               | 6    |
| 8                                                                               | 5   | Sebastian Vettel | Aston Martin-Mercedes | 44        | +1:18.107      | 10               | 4    |
| 9                                                                               | 10  | Pierre Gasly     | AlphaTauri-RBPT       | 44        | +1:32.181      | PL3              | 2    |
| 10                                                                              | 23  | Alexander Albon  | Williams-Mercedes     | 44        | +1:41.900      | 6                | 1    |
| 11                                                                              | 18  | Lance Stroll     | Aston Martin-Mercedes | 44        | +1:43.078      | 9                |      |
| 12                                                                              | 4   | Lando Norris     | McLaren-Mercedes      | 44        | +1:44.739      | 17               |      |
| 13                                                                              | 22  | Júki Cunoda      | AlphaTauri-RBPT       | 44        | +1:45.217      | PL               |      |
| 14                                                                              | 24  | Čou Kuan-jü      | Alfa Romeo-Ferrari    | 44        | +1:46.252      | 18               |      |
| 15                                                                              | 3   | Daniel Ricciardo | McLaren-Mercedes      | 44        | +1:47.163      | 7                |      |
| 16                                                                              | 20  | Kevin Magnussen  | Haas-Ferrari          | 43        | +1 lap         | 12               |      |
| 17                                                                              | 47  | Mick Schumacher  | Haas-Ferrari          | 43        | +1 lap         | 19               |      |
| 18                                                                              | 6   | Nicholas Latifi  | Williams-Mercedes     | 43        | +1 lap         | 11               |      |
| Ret                                                                             | 77  | Valtteri Bottas  | Alfa Romeo-Ferrari    | 1         | Nehoda         | 13               |      |
| Ret                                                                             | 44  | Lewis Hamilton   | Mercedes              | 0         | Kolize         | 4                |      |
| Nejrychlejší kolo: Max Verstappen (Red Bull Racing-RBPT) – 1:49.354 (l32. kolo) |     |                  |                       |           |                |                  |      |
| Zdroj:                                                                          |     |                  |                       |           |                |                  |      |